# Liste der Nummer-eins-Hits in Neuseeland (2012)
Dies ist eine Liste der Nummer-eins-Hits in Neuseeland im Jahr 2012. Sie basiert auf den offiziellen Single und Albums Top 40, die im Auftrag von Recorded Music NZ, dem neuseeländischen Vertreter der IFPI, ermittelt werden. Es gab in diesem Jahr 20 Nummer-eins-Singles und 25 Nummer-eins-Alben.

## Singles
| ← 2011 ← | Liste der Nummer-eins-Hits in Neuseeland | Liste der Nummer-eins-Hits in Neuseeland | Liste der Nummer-eins-Hits in Neuseeland | 2013 → |
| \| Zeitraum \| Wo. ges. \| Interpret \| Titel Autor(en) \| Zusätzliche Informationen \| \| (Zeitraum, Wochen auf Platz eins, Interpret, Titel, Autor[en], zusätzliche Informationen) \| \| \| \| \| \| ----------------------------------------------------------------------------------------- \| -------- \| ---------------------------------- \| ------------------------------------------------------------------------------------------------------------------------------------------------------------------------------------- \| ---------------------------------------------------------------------------------------------------------------------------------------------------------------------------------------------------------------------------------------------------------------------------------------- \| \| 26. Dezember 2011 – 8. Januar 2012 2 Wochen \| 2 \| LMFAO \| Sexy and I Know It David Jamahl Listenbee, Kenny Oliver, Stefan Kendal Gordy, Skyler Austen Gordy, George Matthew Robertson, Erin Beck \| – \| \| 9. Januar 2012 – 19. Februar 2012 6 Wochen \| 6 \| Flo Rida feat. Sia \| Wild Ones Raphaël David Judrin, Pierre-Antoine Joseph Michel Melki, Jacob Elisha Luttrell, Marcus Cooper, Benjamin Maddahi, Tramar Dillard, Axel Christofer Hedfords, Sia Kate Furler \| – \| \| 20. Februar 2012 – 26. Februar 2012 1 Woche \| 1 \| Katy Perry \| Part of Me Katy Perry, Bonnie Leigh McKee, Max Martin, Lukasz Gottwald \| – \| \| 27. Februar 2012 – 11. März 2012 2 Wochen \| 2 \| Reece Mastin \| Good Night David Nicholas Musumeci, Antonio Francesco Egizii, Hayley Warner \| – \| \| 12. März 2012 – 18. März 2012 1 Woche \| 1 \| K’naan feat. Nelly Furtado \| Is Anybody Out There Edwin Serrano, Melanie Fiona, Nelly Kim Furtado, Hasham S. Hussain, Denarius Motes, Keinan Abdi Warsame \| – \| \| 19. März 2012 – 25. März 2012 1 Woche \| 1 \| Chris Rene \| Young Homie Marty James Garton, Jonathan Reuven Rotem, Regina M. Rene, Gabriel Rene, Christopher Noel Rene, Marty James Garton \| – \| \| 26. März 2012 – 29. April 2012 5 Wochen \| 5 \| Carly Rae Jepsen \| Call Me Maybe Joshua Keeler Ramsay, Carly Rae Jepsen, Tavish Crowe \| – \| \| 30. April 2012 – 6. Mai 2012 1 Woche \| 1 \| Reece Mastin \| Shut Up and Kiss Me Antonio Francesco Egizii, David Nicholas Musumeci, Hayley Marie Warner, Reece John Philip Mastin \| – \| \| 7. Mai 2012 – 1. Juli 2012 8 Wochen \| 8 \| Flo Rida \| Whistle Tramar Dillard, David Edward Glass, Antonio Clarence Mobley, Marcus Killian, Justin Scott Franks, Breyan Stanley Isaac, Arthur Scott Pingrey, Joshua Ralph \| – \| \| 2. Juli 2012 – 8. Juli 2012 1 Woche (insgesamt 2) \| 2 \| Katy Perry \| Wide Awake Lukasz Gottwald, Martin Karl Sandberg, Bonnie McKee, Katy Perry, Henry Russell Walter \| – \| \| 9. Juli 2012 – 15. Juli 2012 1 Woche \| 1 \| Owl City & Carly Rae Jepsen \| Good Time Adam R. Young, Matthew Arnold Thiessen, Brian Dong Ho Lee \| – \| \| 16. Juli 2012 – 22. Juli 2012 1 Woche (insgesamt 2) \| 2 \| Katy Perry \| Wide Awake Lukasz Gottwald, Martin Karl Sandberg, Bonnie McKee, Katy Perry, Henry Russell Walter \| – \| \| 23. Juli 2012 – 5. August 2012 2 Wochen \| 2 \| Fun \| Some Nights Nathaniel Joseph Ruess, Andrew Dost, Jack Michael Antonoff, Jeffrey Bhasker \| – \| \| 6. August 2012 – 26. August 2012 3 Wochen \| 3 \| Maroon 5 \| One More Night Adam Noah Levine, Martin Karl Sandberg, Karl Johan Schuster, Savan Harish Kotecha \| – \| \| 27. August 2012 – 2. September 2012 1 Woche \| 1 \| Taylor Swift \| We Are Never Ever Getting Back Together Taylor Alison Swift, Martin Karl Sandberg, Karl Johan Schuster \| – \| \| 3. September 2012 – 16. September 2012 2 Wochen \| 2 \| Flight of the Conchords \| Feel Inside (And Stuff Like That) Bret Peter T. McKenzie, Jemaine Atea Mahana Clement \| Das neuseeländische Comedyduo sammelt damit anlässlich des Red Nose Day für Cure Kids, einer Organisation, die die Erforschung tödlicher Kinderkrankheiten fördert. Der Liedtext setzt sich aus Aussprüchen zusammen, die die beiden zuvor in Gesprächen mit Kindern gesammelt haben.[1] \| \| 17. September 2012 – 23. September 2012 1 Woche \| 1 \| Titanium \| Come On Home Inoke Paletua Finau, Vincent Harder \| – \| \| 24. September 2012 – 7. Oktober 2012 2 Wochen (insgesamt 6) \| 6 \| Psy \| Gangnam Style Yoo Gun-hyung, Park Jae-sang \| – \| \| 8. Oktober 2012 – 14. Oktober 2012 1 Woche \| 1 \| One Direction \| Live While We’re Young Savan Harish Kotecha, Carl Anthony Falk, Rami Yacoub \| – \| \| 15. Oktober 2012 – 11. November 2012 4 Wochen (insgesamt 6) \| 6 \| Psy \| Gangnam Style Yoo Gun-hyung, Park Jae-sang \| – \| \| 12. November 2012 – 23. Dezember 2012 6 Wochen (insgesamt 9) \| 9 \| Macklemore & Ryan Lewis feat. Wanz \| Thrift Shop Ben Haggerty, Ryan S. Lewis \| – \| \| 24. Dezember 2012 – 30. Dezember 2012 1 Woche (insgesamt 2) \| 2 \| Will.i.am & Britney Spears \| Scream & Shout William Adams, Jean-Baptiste Kouame, Jef Martens, Tula Paulinea Contostavlos \| – \| \| 31. Dezember 2012 – 20. Januar 2013 3 Wochen (insgesamt 9) \| 9 \| Macklemore & Ryan Lewis feat. Wanz \| Thrift Shop Ben Haggerty, Ryan S. Lewis \| – \| |                                          |                                          | | |
| ← 2011 |                                          |                                          | | → 2013 → |
| Zeitraum | Wo. ges.                                 | Interpret                                | Titel Autor(en) | Zusätzliche Informationen |
| (Zeitraum, Wochen auf Platz eins, Interpret, Titel, Autor[en], zusätzliche Informationen) |                                          |                                          | | |
| 26. Dezember 2011 – 8. Januar 2012 2 Wochen | 2                                        | LMFAO                                    | Sexy and I Know It David Jamahl Listenbee, Kenny Oliver, Stefan Kendal Gordy, Skyler Austen Gordy, George Matthew Robertson, Erin Beck                                                | – |
| 9. Januar 2012 – 19. Februar 2012 6 Wochen | 6                                        | Flo Rida feat. Sia                       | Wild Ones Raphaël David Judrin, Pierre-Antoine Joseph Michel Melki, Jacob Elisha Luttrell, Marcus Cooper, Benjamin Maddahi, Tramar Dillard, Axel Christofer Hedfords, Sia Kate Furler | – |
| 20. Februar 2012 – 26. Februar 2012 1 Woche | 1                                        | Katy Perry                               | Part of Me Katy Perry, Bonnie Leigh McKee, Max Martin, Lukasz Gottwald | – |
| 27. Februar 2012 – 11. März 2012 2 Wochen | 2                                        | Reece Mastin                             | Good Night David Nicholas Musumeci, Antonio Francesco Egizii, Hayley Warner | – |
| 12. März 2012 – 18. März 2012 1 Woche | 1                                        | K’naan feat. Nelly Furtado               | Is Anybody Out There Edwin Serrano, Melanie Fiona, Nelly Kim Furtado, Hasham S. Hussain, Denarius Motes, Keinan Abdi Warsame                                                          | – |
| 19. März 2012 – 25. März 2012 1 Woche | 1                                        | Chris Rene                               | Young Homie Marty James Garton, Jonathan Reuven Rotem, Regina M. Rene, Gabriel Rene, Christopher Noel Rene, Marty James Garton                                                        | – |
| 26. März 2012 – 29. April 2012 5 Wochen | 5                                        | Carly Rae Jepsen                         | Call Me Maybe Joshua Keeler Ramsay, Carly Rae Jepsen, Tavish Crowe | – |
| 30. April 2012 – 6. Mai 2012 1 Woche | 1                                        | Reece Mastin                             | Shut Up and Kiss Me Antonio Francesco Egizii, David Nicholas Musumeci, Hayley Marie Warner, Reece John Philip Mastin                                                                  | – |
| 7. Mai 2012 – 1. Juli 2012 8 Wochen | 8                                        | Flo Rida                                 | Whistle Tramar Dillard, David Edward Glass, Antonio Clarence Mobley, Marcus Killian, Justin Scott Franks, Breyan Stanley Isaac, Arthur Scott Pingrey, Joshua Ralph                    | – |
| 2. Juli 2012 – 8. Juli 2012 1 Woche (insgesamt 2) | 2                                        | Katy Perry                               | Wide Awake Lukasz Gottwald, Martin Karl Sandberg, Bonnie McKee, Katy Perry, Henry Russell Walter                                                                                      | – |
| 9. Juli 2012 – 15. Juli 2012 1 Woche | 1                                        | Owl City & Carly Rae Jepsen              | Good Time Adam R. Young, Matthew Arnold Thiessen, Brian Dong Ho Lee | – |
| 16. Juli 2012 – 22. Juli 2012 1 Woche (insgesamt 2) | 2                                        | Katy Perry                               | Wide Awake Lukasz Gottwald, Martin Karl Sandberg, Bonnie McKee, Katy Perry, Henry Russell Walter                                                                                      | – |
| 23. Juli 2012 – 5. August 2012 2 Wochen | 2                                        | Fun                                      | Some Nights Nathaniel Joseph Ruess, Andrew Dost, Jack Michael Antonoff, Jeffrey Bhasker                                                                                               | – |
| 6. August 2012 – 26. August 2012 3 Wochen | 3                                        | Maroon 5                                 | One More Night Adam Noah Levine, Martin Karl Sandberg, Karl Johan Schuster, Savan Harish Kotecha                                                                                      | – |
| 27. August 2012 – 2. September 2012 1 Woche | 1                                        | Taylor Swift                             | We Are Never Ever Getting Back Together Taylor Alison Swift, Martin Karl Sandberg, Karl Johan Schuster                                                                                | – |
| 3. September 2012 – 16. September 2012 2 Wochen | 2                                        | Flight of the Conchords                  | Feel Inside (And Stuff Like That) Bret Peter T. McKenzie, Jemaine Atea Mahana Clement                                                                                                 | Das neuseeländische Comedyduo sammelt damit anlässlich des Red Nose Day für Cure Kids, einer Organisation, die die Erforschung tödlicher Kinderkrankheiten fördert. Der Liedtext setzt sich aus Aussprüchen zusammen, die die beiden zuvor in Gesprächen mit Kindern gesammelt haben. |
| 17. September 2012 – 23. September 2012 1 Woche | 1                                        | Titanium                                 | Come On Home Inoke Paletua Finau, Vincent Harder | – |
| 24. September 2012 – 7. Oktober 2012 2 Wochen (insgesamt 6) | 6                                        | Psy                                      | Gangnam Style Yoo Gun-hyung, Park Jae-sang | – |
| 8. Oktober 2012 – 14. Oktober 2012 1 Woche | 1                                        | One Direction                            | Live While We’re Young Savan Harish Kotecha, Carl Anthony Falk, Rami Yacoub | – |
| 15. Oktober 2012 – 11. November 2012 4 Wochen (insgesamt 6) | 6                                        | Psy                                      | Gangnam Style Yoo Gun-hyung, Park Jae-sang | – |
| 12. November 2012 – 23. Dezember 2012 6 Wochen (insgesamt 9) | 9                                        | Macklemore & Ryan Lewis feat. Wanz       | Thrift Shop Ben Haggerty, Ryan S. Lewis | – |
| 24. Dezember 2012 – 30. Dezember 2012 1 Woche (insgesamt 2) | 2                                        | Will.i.am & Britney Spears               | Scream & Shout William Adams, Jean-Baptiste Kouame, Jef Martens, Tula Paulinea Contostavlos                                                                                           | – |
| 31. Dezember 2012 – 20. Januar 2013 3 Wochen (insgesamt 9) | 9                                        | Macklemore & Ryan Lewis feat. Wanz       | Thrift Shop Ben Haggerty, Ryan S. Lewis | – |

## Alben
| ← 2011 ← | Liste der Nummer-eins-Hits in Neuseeland | Liste der Nummer-eins-Hits in Neuseeland       | Liste der Nummer-eins-Hits in Neuseeland            | 2013 →                    |
| \| Zeitraum \| Wo. ges. \| Interpret \| Titel \| Zusätzliche Informationen \| \| (Zeitraum, Wochen auf Platz eins, Interpret, Titel, zusätzliche Informationen) \| \| \| \| \| \| ------------------------------------------------------------------------------ \| -------- \| ---------------------------------------------- \| --------------------------------------------------- \| ------------------------- \| \| 5. Dezember 2011 – 1. Januar 2012 4 Wochen (insgesamt 16) \| 16 \| Michael Bublé \| Christmas \| – \| \| 2. Januar 2012 – 5. Februar 2012 5 Wochen (insgesamt 38) \| 38 \| Adele \| 21 \| – \| \| 6. Februar 2012 – 19. Februar 2012 2 Wochen \| 2 \| Leonard Cohen \| Old Ideas \| – \| \| 20. Februar 2012 – 26. Februar 2012 1 Woche (insgesamt 38) \| 38 \| Adele \| 21 \| – \| \| 27. Februar 2012 – 4. März 2012 1 Woche \| 1 \| Reece Mastin \| Reece Mastin \| – \| \| 5. März 2012 – 18. März 2012 2 Wochen (insgesamt 38) \| 38 \| Adele \| 21 \| – \| \| 19. März 2012 – 25. März 2012 1 Woche \| 1 \| Bruce Springsteen \| Wrecking Ball \| – \| \| 26. März 2012 – 1. April 2012 1 Woche (insgesamt 3) \| 3 \| One Direction \| Up All Night \| – \| \| 2. April 2012 – 15. April 2012 2 Wochen (insgesamt 38) \| 38 \| Adele \| 21 \| – \| \| 16. April 2012 – 22. April 2012 1 Woche \| 1 \| The Black Seeds \| Dust and Dirt \| – \| \| 23. April 2012 – 6. Mai 2012 2 Wochen (insgesamt 3) \| 3 \| One Direction \| Up All Night \| – \| \| 7. Mai 2012 – 13. Mai 2012 1 Woche \| 1 \| Home Brew \| Home Brew \| – \| \| 14. Mai 2012 – 20. Mai 2012 1 Woche (insgesamt 38) \| 38 \| Adele \| 21 \| – \| \| 21. Mai 2012 – 27. Mai 2012 1 Woche \| 1 \| Rod Stewart \| Storyteller – The Complete Anthology: 1964–1990 \| – \| \| 28. Mai 2012 – 3. Juni 2012 1 Woche \| 1 \| Slash feat. Myles Kennedy and the Conspirators \| Apocalyptic Love \| – \| \| 4. Juni 2012 – 10. Juni 2012 1 Woche \| 1 \| John Mayer \| Born and Raised \| – \| \| 11. Juni 2012 – 24. Juni 2012 2 Wochen \| 2 \| Frankie Valli & The Four Seasons \| Jersey’s Best: The Very Best Of \| – \| \| 25. Juni 2012 – 1. Juli 2012 1 Woche (insgesamt 2) \| 2 \| Justin Bieber \| Believe \| – \| \| 2. Juli 2012 – 15. Juli 2012 2 Wochen \| 2 \| Linkin Park \| Living Things \| – \| \| 16. Juli 2012 – 22. Juli 2012 1 Woche \| 1 \| Chris Brown \| Fortune \| – \| \| 23. Juli 2012 – 29. Juli 2012 1 Woche (insgesamt 38) \| 38 \| Adele \| 21 \| – \| \| 30. Juli 2012 – 5. August 2012 1 Woche (insgesamt 2) \| 2 \| Justin Bieber \| Believe \| – \| \| 6. August 2012 – 16. September 2012 6 Wochen \| 6 \| Peter Posa \| White Rabbit: The Very Best of Peter Posa \| – \| \| 17. September 2012 – 23. September 2012 1 Woche \| 1 \| The xx \| Coexist \| – \| \| 24. September 2012 – 30. September 2012 1 Woche (insgesamt 6) \| 6 \| Pink \| The Truth About Love \| – \| \| 1. Oktober 2012 – 7. Oktober 2012 1 Woche (insgesamt 2) \| 2 \| Mumford & Sons \| Babel \| – \| \| 8. Oktober 2012 – 14. Oktober 2012 1 Woche \| 1 \| Muse \| The 2nd Law \| – \| \| 15. Oktober 2012 – 28. Oktober 2012 2 Wochen (insgesamt 6) \| 6 \| Pink \| The Truth About Love \| – \| \| 29. Oktober 2012 – 18. November 2012 3 Wochen \| 3 \| Taylor Swift \| Red \| – \| \| 19. November 2012 – 25. November 2012 1 Woche \| 1 \| One Direction \| Take Me Home \| – \| \| 26. November 2012 – 2. Dezember 2012 1 Woche \| 1 \| Led Zeppelin \| Celebration Day \| – \| \| 3. Dezember 2012 – 9. Dezember 2012 1 Woche \| 1 \| Susan Boyle \| Standing Ovation: The Greatest Songs from the Stage \| – \| \| 10. Dezember 2012 – 30. Dezember 2012 3 Wochen \| 3 \| Rod Stewart \| Merry Christmas, Baby \| – \| \| 31. Dezember 2012 – 6. Januar 2013 1 Woche (insgesamt 16) \| 16 \| Michael Bublé \| Christmas \| – \| |                                          |                                                |                                                     |                           |
| ← 2011 |                                          |                                                |                                                     | → 2013 →                  |
| Zeitraum | Wo. ges.                                 | Interpret                                      | Titel                                               | Zusätzliche Informationen |
| (Zeitraum, Wochen auf Platz eins, Interpret, Titel, zusätzliche Informationen) |                                          |                                                |                                                     |                           |
| 5. Dezember 2011 – 1. Januar 2012 4 Wochen (insgesamt 16) | 16                                       | Michael Bublé                                  | Christmas                                           | –                         |
| 2. Januar 2012 – 5. Februar 2012 5 Wochen (insgesamt 38) | 38                                       | Adele                                          | 21                                                  | –                         |
| 6. Februar 2012 – 19. Februar 2012 2 Wochen | 2                                        | Leonard Cohen                                  | Old Ideas                                           | –                         |
| 20. Februar 2012 – 26. Februar 2012 1 Woche (insgesamt 38) | 38                                       | Adele                                          | 21                                                  | –                         |
| 27. Februar 2012 – 4. März 2012 1 Woche | 1                                        | Reece Mastin                                   | Reece Mastin                                        | –                         |
| 5. März 2012 – 18. März 2012 2 Wochen (insgesamt 38) | 38                                       | Adele                                          | 21                                                  | –                         |
| 19. März 2012 – 25. März 2012 1 Woche | 1                                        | Bruce Springsteen                              | Wrecking Ball                                       | –                         |
| 26. März 2012 – 1. April 2012 1 Woche (insgesamt 3) | 3                                        | One Direction                                  | Up All Night                                        | –                         |
| 2. April 2012 – 15. April 2012 2 Wochen (insgesamt 38) | 38                                       | Adele                                          | 21                                                  | –                         |
| 16. April 2012 – 22. April 2012 1 Woche | 1                                        | The Black Seeds                                | Dust and Dirt                                       | –                         |
| 23. April 2012 – 6. Mai 2012 2 Wochen (insgesamt 3) | 3                                        | One Direction                                  | Up All Night                                        | –                         |
| 7. Mai 2012 – 13. Mai 2012 1 Woche | 1                                        | Home Brew                                      | Home Brew                                           | –                         |
| 14. Mai 2012 – 20. Mai 2012 1 Woche (insgesamt 38) | 38                                       | Adele                                          | 21                                                  | –                         |
| 21. Mai 2012 – 27. Mai 2012 1 Woche | 1                                        | Rod Stewart                                    | Storyteller – The Complete Anthology: 1964–1990     | –                         |
| 28. Mai 2012 – 3. Juni 2012 1 Woche | 1                                        | Slash feat. Myles Kennedy and the Conspirators | Apocalyptic Love                                    | –                         |
| 4. Juni 2012 – 10. Juni 2012 1 Woche | 1                                        | John Mayer                                     | Born and Raised                                     | –                         |
| 11. Juni 2012 – 24. Juni 2012 2 Wochen | 2                                        | Frankie Valli & The Four Seasons               | Jersey’s Best: The Very Best Of                     | –                         |
| 25. Juni 2012 – 1. Juli 2012 1 Woche (insgesamt 2) | 2                                        | Justin Bieber                                  | Believe                                             | –                         |
| 2. Juli 2012 – 15. Juli 2012 2 Wochen | 2                                        | Linkin Park                                    | Living Things                                       | –                         |
| 16. Juli 2012 – 22. Juli 2012 1 Woche | 1                                        | Chris Brown                                    | Fortune                                             | –                         |
| 23. Juli 2012 – 29. Juli 2012 1 Woche (insgesamt 38) | 38                                       | Adele                                          | 21                                                  | –                         |
| 30. Juli 2012 – 5. August 2012 1 Woche (insgesamt 2) | 2                                        | Justin Bieber                                  | Believe                                             | –                         |
| 6. August 2012 – 16. September 2012 6 Wochen | 6                                        | Peter Posa                                     | White Rabbit: The Very Best of Peter Posa           | –                         |
| 17. September 2012 – 23. September 2012 1 Woche | 1                                        | The xx                                         | Coexist                                             | –                         |
| 24. September 2012 – 30. September 2012 1 Woche (insgesamt 6) | 6                                        | Pink                                           | The Truth About Love                                | –                         |
| 1. Oktober 2012 – 7. Oktober 2012 1 Woche (insgesamt 2) | 2                                        | Mumford & Sons                                 | Babel                                               | –                         |
| 8. Oktober 2012 – 14. Oktober 2012 1 Woche | 1                                        | Muse                                           | The 2nd Law                                         | –                         |
| 15. Oktober 2012 – 28. Oktober 2012 2 Wochen (insgesamt 6) | 6                                        | Pink                                           | The Truth About Love                                | –                         |
| 29. Oktober 2012 – 18. November 2012 3 Wochen | 3                                        | Taylor Swift                                   | Red                                                 | –                         |
| 19. November 2012 – 25. November 2012 1 Woche | 1                                        | One Direction                                  | Take Me Home                                        | –                         |
| 26. November 2012 – 2. Dezember 2012 1 Woche | 1                                        | Led Zeppelin                                   | Celebration Day                                     | –                         |
| 3. Dezember 2012 – 9. Dezember 2012 1 Woche | 1                                        | Susan Boyle                                    | Standing Ovation: The Greatest Songs from the Stage | –                         |
| 10. Dezember 2012 – 30. Dezember 2012 3 Wochen | 3                                        | Rod Stewart                                    | Merry Christmas, Baby                               | –                         |
| 31. Dezember 2012 – 6. Januar 2013 1 Woche (insgesamt 16) | 16                                       | Michael Bublé                                  | Christmas                                           | –                         |

## Jahreshitparaden
| ← 2011 ← | Liste der Nummer-eins-Hits in Neuseeland | Liste der Nummer-eins-Hits in Neuseeland | Liste der Nummer-eins-Hits in Neuseeland | 2013 →   |
| \| Singles \| Position# \| Alben \| \| -------------------------------------------------------------------------------------------------------------------------------------------------------------------------------------------------------- \| --------- \| --------------------------------- \| \| Call Me Maybe Carly Rae Jepsen Joshua Keeler Ramsay, Carly Rae Jepsen, Tavish Crowe \| 1 \| 21 Adele \| \| Gangnam Style Psy Yoo Gun-hyung, Park Jae-sang \| 2 \| + Ed Sheeran \| \| We Are Young Fun feat. Janelle Monáe Nathaniel Joseph Ruess, Andrew Dost, Jack Michael Antonoff, Jeffrey Bhasker \| 3 \| Up All Night One Direction \| \| Starships Nicki Minaj Onika Tanya Maraj, Nadir Khayat, Carl Anthony Falk, Rami Yacoub, Wayne Hector \| 4 \| Babel Mumford & Sons \| \| Whistle Flo Rida Tramar Dillard, David Edward Glass, Antonio Clarence Mobley, Marcus Killian, Justin Scott Franks, Breyan Stanley Isaac, Arthur Scott Pingrey, Joshua Ralph \| 5 \| El Camino The Black Keys \| \| Wild Ones Flo Rida feat. Sia Raphaël David Judrin, Pierre-Antoine Joseph Michel Melki, Jacob Elisha Luttrell, Marcus Cooper, Benjamin Maddahi, Tramar Dillard, Axel Christofer Hedfords, Sia Kate Furler \| 6 \| Red Taylor Swift \| \| Payphone Maroon 5 feat. Wiz Khalifa Ammar Malik, Benjamin Joseph Levin, Karl Johan Schuster, Cameron Jibril Thomaz, Adam Noah Levine, Daniel Thomas Omelio \| 7 \| Merry Christmas, Baby Rod Stewart \| \| Feel Inside (And Stuff Like That) Flight of the Conchords Bret Peter T. McKenzie, Jemaine Atea Mahana Clement \| 8 \| Six60 \| \| Some Nights Fun Nathaniel Joseph Ruess, Andrew Dost, Jack Michael Antonoff, Jeffrey Bhasker \| 9 \| Take Me Home One Direction \| \| Thrift Shop Macklemore & Ryan Lewis feat. Wanz Ben Haggerty, Ryan S. Lewis \| 10 \| The Truth About Love Pink \| |                                          |                                          |                                          |          |
| ← 2011 |                                          |                                          |                                          | → 2013 → |
| Singles | Position#                                | Alben                                    |                                          |          |
| Call Me Maybe Carly Rae Jepsen Joshua Keeler Ramsay, Carly Rae Jepsen, Tavish Crowe | 1                                        | 21 Adele                                 |                                          |          |
| Gangnam Style Psy Yoo Gun-hyung, Park Jae-sang | 2                                        | + Ed Sheeran                             |                                          |          |
| We Are Young Fun feat. Janelle Monáe Nathaniel Joseph Ruess, Andrew Dost, Jack Michael Antonoff, Jeffrey Bhasker | 3                                        | Up All Night One Direction               |                                          |          |
| Starships Nicki Minaj Onika Tanya Maraj, Nadir Khayat, Carl Anthony Falk, Rami Yacoub, Wayne Hector | 4                                        | Babel Mumford & Sons                     |                                          |          |
| Whistle Flo Rida Tramar Dillard, David Edward Glass, Antonio Clarence Mobley, Marcus Killian, Justin Scott Franks, Breyan Stanley Isaac, Arthur Scott Pingrey, Joshua Ralph | 5                                        | El Camino The Black Keys                 |                                          |          |
| Wild Ones Flo Rida feat. Sia Raphaël David Judrin, Pierre-Antoine Joseph Michel Melki, Jacob Elisha Luttrell, Marcus Cooper, Benjamin Maddahi, Tramar Dillard, Axel Christofer Hedfords, Sia Kate Furler | 6                                        | Red Taylor Swift                         |                                          |          |
| Payphone Maroon 5 feat. Wiz Khalifa Ammar Malik, Benjamin Joseph Levin, Karl Johan Schuster, Cameron Jibril Thomaz, Adam Noah Levine, Daniel Thomas Omelio | 7                                        | Merry Christmas, Baby Rod Stewart        |                                          |          |
| Feel Inside (And Stuff Like That) Flight of the Conchords Bret Peter T. McKenzie, Jemaine Atea Mahana Clement | 8                                        | Six60                                    |                                          |          |
| Some Nights Fun Nathaniel Joseph Ruess, Andrew Dost, Jack Michael Antonoff, Jeffrey Bhasker | 9                                        | Take Me Home One Direction               |                                          |          |
| Thrift Shop Macklemore & Ryan Lewis feat. Wanz Ben Haggerty, Ryan S. Lewis | 10                                       | The Truth About Love Pink                |                                          |          |